# Armando Iannucci
Armando Giovanni Iannucci, OBE (Glasgow, 28 november 1963) is een Schots scenarioschrijver, regisseur en producent. Hij is werkzaam in zowel de Britse als Amerikaanse televisie- en filmindustrie en is vooral bekend als de bedenker van de satirische series The Thick of It (2005–2012) en Veep (2012–2019).

## Biografie
Armando Iannucci werd in 1963 in Glasgow geboren als de zoon van Italiaanse ouders. Zijn vader Armando was van Napels afkomstig en maakte op zeventienjarige leeftijd deel van de Italiaanse verzetsbeweging. In de jaren 1950 verhuisde hij naar Schotland, waar hij een pizzabakkerij begon in Springburn. Iannucci's moeder werd in Schotland geboren als de dochter van een Italiaanse familie.
In zijn jeugd woonde hij in de buurt van latere acteur Peter Capaldi. Hoewel hun ouders bevriend waren met elkaar leerden de twee elkaar pas op latere leeftijd kennen. Iannucci en Capaldi werken sindsdien regelmatig samen.
Iannucci overwoog als tiener om een Rooms-Katholieke priester te worden. Hij volgde studies aan St. Peter's Primary School, St. Aloysius' College, de Universiteit van Glasgow en de Universiteit van Oxford.

## Carrière
Begin jaren 1990 begon Iannucci zijn carrière bij BBC Scotland, waarna hij naar Londen verhuisde en aan de slag ging bij BBC Radio. Daar werkte hij als schrijver en producent samen met komieken als David Schneider, Peter Baynham, Steve Coogan en Rebecca Front. Zo maakte hij in 1991 en 1992 het succesvolle radioprogramma On the Hour voor Radio 4. Het komisch nieuwsprogramma, dat later onder de titel The Day Today (1994) werd omgevormd tot een televisieprogramma, lanceerde onder meer het personage Alan Partridge, een onbekwame en zelfingenomen sportpresentator die door Steve Coogan vertolkt werd. Het personage kreeg nadien nog verschillende spin-offs, waaronder de sitcom I'm Alan Partridge (1997–2002) en de film Alan Partridge: Alpha Papa (2013).
Midden jaren 2000 brak hij door als bedenker, schrijver en producent van The Thick of It, een satirische serie over een Britse minister en diens personeel en adviseurs. Iannucci werkte voor de reeks samen met vertrouwde acteurs en komieken als Peter Capaldi en Rebecca Front. De reeks, die vaak bestempeld werd als een 21e-eeuwse versie van Yes Minister (1980–1984), ging in 2005 van start en eindigde na vier seizoenen in 2012. 
Nadien richtte Iannucci zich op een Amerikaanse versie van The Thick of It. Voor betaalzender HBO bedacht en schreef hij de satirische serie Veep, waarin op komische wijze de entourage van de vicepresident gevolgd wordt. De reeks met Julia Louis-Dreyfus als hoofdrolspeelster liep zeven seizoenen en werd in de loop der jaren bekroond met verscheidene Emmy Awards.
Naast televisieseries schrijft en regisseert Iannucci ook films. In 1999 maakte hij zijn debuut met de anthologiefilm Tube Tales, waarvoor hij het segment Mouth regisseerde. Tien jaar later regisseerde hij met de satire In the Loop (2009) zijn eerste langspeelfilm. De komedie leverde hem een Oscarnominatie op. In 2017 werkte hij met bekende acteurs als Steve Buscemi, Jeffrey Tambor en Michael Palin samen aan de zwarte komedie The Death of Stalin.

## Filmografie
Film
- Tube Tales (1999) (segment: Mouth)
- In the Loop (2009)
- Alan Partridge: Alpha Papa (2013)
- The Death of Stalin (2017)
- The Personal History of David Copperfield (2019)

Televisie (selectie)
- On the Hour (1991–1992)
- Knowing Me Knowing You with Alan Partridge (1994)
- I'm Alan Partridge (1997–2002)
- Clinton: His Struggle with Dirt (1998)
- The Armando Iannucci Shows (2001)
- The Thick of It (2005–2012)
- Time Trumpet (2006)
- Veep (2012–2019)